# دومينيك شابمان
دومينيك شابمان (بالإنجليزية: Dominic Chapman)‏ هو لاعب اتحاد الرغبي بريطاني، ولد في 7 مارس 1976.